# 忍海站
忍海站（日语：／ Oshimi eki */?）位於奈良縣葛城市忍海，是近畿日本鐵道（近鐵）的車站。車站編號為P25。

## 歷史
- 1930年（昭和5年）12月9日 - 南和電氣鐵道開通，本站開業[1]。
- 1944年（昭和19年）
  - 4月1日 - 關西急行鐵道合併南和電氣鐵道，本站成為關西急行鐵道御所線的車站[1]。
  - 6月1日 - 由於戰時統合，關西急行鐵道與南海鐵道（現在的南海電氣鐵道前身。之後再次獨立）合併，成為近畿日本鐵道御所線的車站[1]。
- 2007年（平成19年）4月1日 - 可使用PiTaPa乘車[2]。
- 2012年（平成24年）12月21日 - 全日無站員進駐。

## 構造
本站為單式月台1面1線的地面車站。由於只有單線，往御所方向與往尺土方向的列車都在同個月台停靠及發車。月台可容納4節車廂。站房與驗票口位於尺土側的月台。本站由高田市站管理，為無人車站。

## 使用狀況
近年1日上下車人次調査結果如下。
- 2015年11月10日：1,699人
- 2012年11月13日：1,786人
- 2010年11月9日：1,918人
- 2008年11月18日：2,056人
- 2005年11月8日：2,054人

### 上車人次
近年1日平均上車人次如下。
| 年度               | 1日平均 上車人次 |
| ------------------ | ---------------- |
| 1995年（平成7年）  | 960              |
| 1996年（平成8年）  | 972              |
| 1997年（平成9年）  | 932              |
| 1998年（平成10年） | 905              |
| 1999年（平成11年） | 877              |
| 2000年（平成12年） | 903              |
| 2001年（平成13年） | 908              |
| 2002年（平成14年） | 914              |
| 2003年（平成15年） | 959              |
| 2004年（平成16年） | 937              |
| 2005年（平成17年） | 941              |
| 2006年（平成18年） | 898              |
| 2007年（平成19年） | 896              |
| 2008年（平成20年） | 937              |
| 2009年（平成21年） | 933              |
| 2010年（平成22年） | 918              |
| 2011年（平成23年） | 894              |
| 2012年（平成24年） | 883              |
| 2013年（平成25年） | 893              |
| 2014年（平成26年） | 884              |
| 2015年（平成27年） | 860              |
| 2016年（平成28年） | 825              |
| 2017年（平成29年） | 811              |
| 2018年（平成30年） | 780              |

## 周邊
- 葛城市歷史博物館（日语：葛城市歴史博物館）
- 忍海郵局
- 忍海駐在所
- 葛城市立忍海小學
- 葛城市立忍海幼稚園
- 奈良交通葛城營業所（忍海公車站前）
- OKUWA（日语：オークワ）葛城忍海店
- 思夢樂新庄店
- Autobacs Seven（日语：オートバックスセブン）新庄店
- Seria（日语：セリア (100円ショップ)） 新庄店
- 上新電機 新庄店
- 萬代超市 新庄花內店

### 公車路線
奈良交通
| 方向                    | 系統                   | 目的地         | 主要行經地                                             |
| ----------------------- | ---------------------- | -------------- | ------------------------------------------------------ |
| 北向 (往高田市、橿原市) | 特急302、161           | 大和八木       | 高田市站、醫大醫院前                                   |
| 北向 (往高田市、橿原市) | 60、62、65、66、70、76 | 近鐵大和高田站 | 高田市站                                               |
| 南向 (往御所市、五條市) | 特急301                | 新宮站         | 近鐵御所站、鴨公溫泉、五條巴士中心、十津川、湯之峰溫泉 |
| 南向 (往御所市、五條市) | 60、163                | 五條巴士中心   |                                                        |
| 南向 (往御所市、五條市) | 66、67                 | 五條巴士中心   | Techno中央通東                                         |
| 南向 (往御所市、五條市) | 70                     | 五條巴士中心   | 鴨公溫泉                                               |
| 南向 (往御所市、五條市) | 67                     | Techno中央通東 |                                                        |
| 南向 (往御所市、五條市) | 65                     | 近鐵御所站     |                                                        |

葛城市社區公車
- 環状線
- 迷你巴士E 笛堂・薑線

## 相鄰車站
近畿日本鐵道
 御所線
■準急、■普通（準急只有運行上行路線） 
近鐵新庄 （P24） － 忍海 （P25） － 近鐵御所 （P26）